# Анафора (реторика)
Анафора (од грч. ἀναφορά — „враћање назад”) је реторички уређај који се састоји од понављања низа речи на почетку суседних клауза, овим наглашава њихов став. Супротност анафори је епифора, понављање речи на крају клауса. Комбинација анафоре и епифоре је симплока.